# Moshi
Moshi est une ville du nord de la Tanzanie située au pied du Kilimandjaro. C'est la capitale administrative de la petite région de Kilimandjaro. Elle comptait 144 739 habitants lors du recensement de 2002.

## Géographie

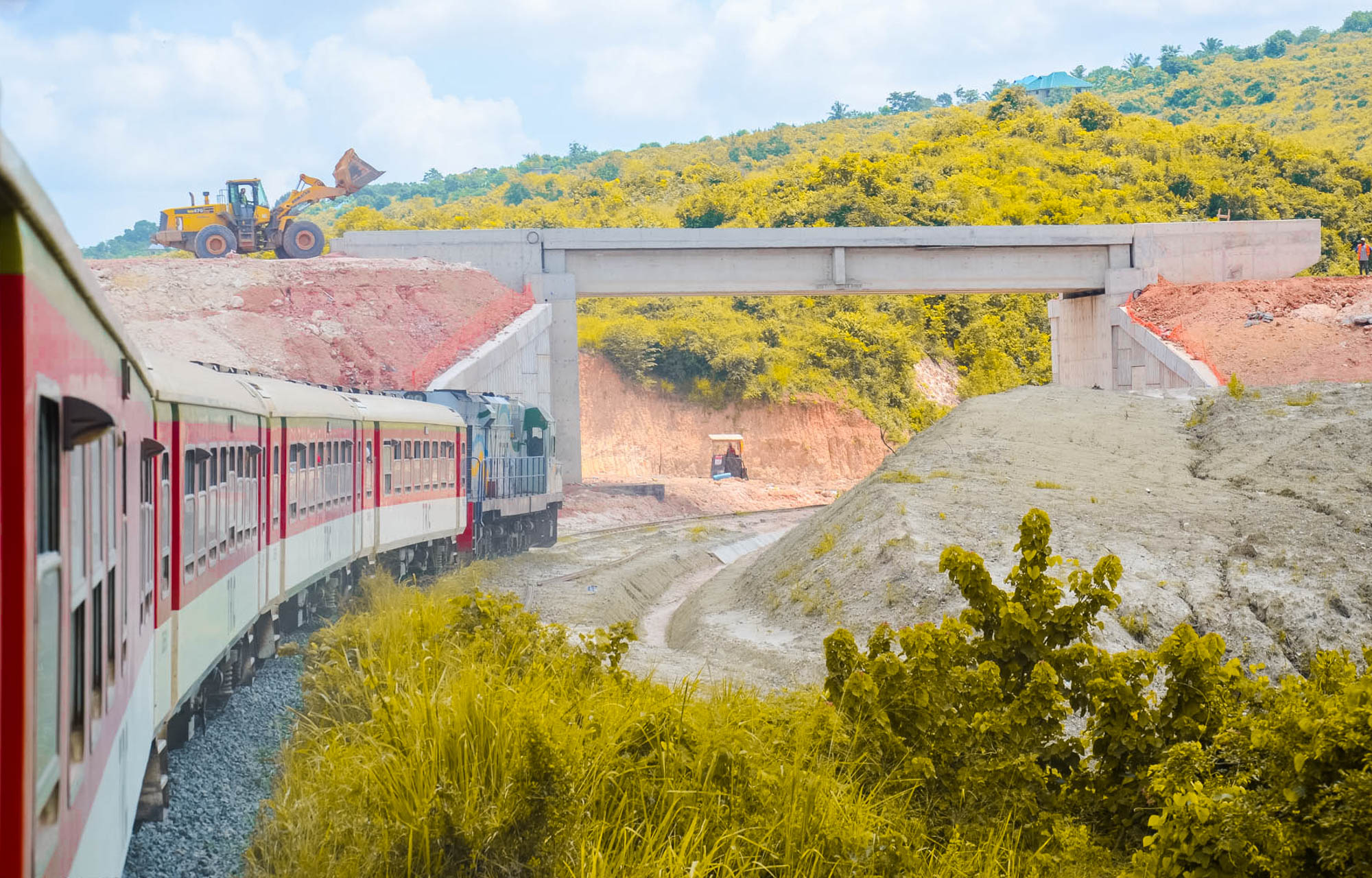
Nouvelle ligne de chemin de fer reliant Moshi à Dar es Salaam.

Elle accueille notamment l'École Internationale de Moshi fondée en 1977.
Moshi est également connue pour son rôle dans le commerce de café de la région. Une vente aux enchères y a lieu tous les jeudis matin à 10h.